# Mu isamaa, mu õnn ja rõõm
Mu isamaa, mu õnn ja rõõm (svenska: Mitt fädernesland, min lycka och glädje). Texten är skriven av Johann Voldemar Jannsen, musiken (1848) av Fredrik Pacius (Friedrich Pacius). Den antogs officiellt som Estlands nationalsång 1920, efter estniska frihetskriget. 
Uruppförandet gjordes som körverk på den allra första estniska sångfesten i Tartu 1869 och blev därefter en viktig symbol för Estlands nationella uppvaknande. Musiken till den estniska nationalsången är samma som till den finska, men i Estlands nationalsång repriseras inte strofernas två sista versrader.

## Författare och kompositör
Texten skrevs av Johann Voldemar Jannsen och är satt till en melodi komponerad 1848 av Fredrik Pacius, som också är den till den finska nationalsången Oi maamme , då Storfurstendömet Finlands inofficiella hymn. De enda skillnaderna mellan de två hymnerna är deras nyckelsignatur och upprepningen av de sista fyra raderna av varje vers i den finska hymnen. Melodien används också som en etnisk hymn för det livländska folket, med titeln "Min izāmō".

## Historia
Låten presenterades först för allmänheten som ett körverk i Estlands stora sångfestival 1869 och blev snabbt en symbol för Estlands nationella uppvaknande.
1944 ockuperade Sovjetunionen Estland, och "Mu isamaa, mu õnn ja rõõm" förbjöds därefter av den sovjetiska regeringen. Den estniska socialistiska sovjetrepubliken hade sin egen officiella regionalsång. Estländarna kunde dock ofta höra sin tidigare nationalsång, eftersom Finlands statliga programföretag Yleisradio, vars radio- och tv-sändningar togs emot i norra Estland, spelade en instrumentalversion av den finska nationalsången, identisk med denna sång (förutom ytterligare en upprepning av sista versen i den finska versionen), i slutet av sändningen.

## Mu isamaa, mu õnn ja rõõm
Mu isamaa, mu õnn ja rõõm,
Kui kaunis oled sa!
Ei leia mina iial teal
See suure laia ilma peal,
Mis mul nii armas oleks ka
Kui sa, mu isamaa!
Sa oled mind ju sünnitand
Ja üles kasvatand;
Sind tänan mina alati
Ja jään sull' truuiks surmani!
Mul kõige armsam oled sa,
Mu kallis isamaa!
Su üle Jumal valvaku,
Mu armas isamaa!
Ta olgu sinu kaitseja
Ja võtku rohkest' õnnista
Mis iial ette võtad sa,
Mu kallis isamaa!

## Svensk tolkning
Mitt fosterland, min lust och fröjd,
hur skönt du är att se!
Ej finner jag ett hem, en härd
i denna stora, vida värld,
med lika starka kärleksband
som du, mitt fosterland!
Du har ju fött och fostrat mig
och sett mig växa upp;
Jag fylls av tacksamhetens glöd
och blir dig trogen till min död!
För dig mitt hjärta står i brand,
mitt dyra fosterland!